# Monolith (Kansas)
Monolith è un album dei Kansas, prodotto dallo stesso gruppo e pubblicato nel 1979.

## Storia
Monolith è stato il terzo album in studio pubblicato dal Kansas a posizionarsi nella Top Ten della classifica degli album di Billboard. Tuttavia l'album si sarebbe rivelato una delusione invece dal punto di vista delle critiche. Durante il loro tour negli Stati Uniti in 80 città, la scaletta della band includeva l'intero album all'inizio del tour, anche se quando il tour finì, circa la metà delle canzoni era stata tagliata dal live set a favore di pezzi più vecchi.
Una trasmissione nazionale del loro spettacolo a Milwaukee, nel Wisconsin, diede un forte slancio all'album, e fu una delle registrazioni live più popolari della band. Credendo che ai fan non piacessero  i brani di questo album, non eseguirono più nessuna delle canzoni fino alla metà degli anni '90, quando rieseguirono People of the South Wind e Reason to Be brevemente. Nel nuovo secolo il brano di apertura, On the Other Side, è stato presentato in esibizioni in vari tour.

## Recensione
John Swenson di Rolling Stone, che in precedenza aveva recensito Point of Know Return, era molto meno soddisfatto di Monolith, criticando in particolare la pretenziosità dell'album ("questa band è solo una   "seria" musica che storce il naso di fronte all'espressività del rock  e sostituisce l'esaltazione dell'emozione.") e l'imbarazzante orlatura e lamento del testo (citando "E se sembro troppo inconcludente/È solo perché è così sfuggente" come esempio).
Steve Bond sul LA Times ha affermato che l'album manca della "varietà e delle spezie" della precedente produzione della band: "sebbene i sei membri dei Kansas siano tutti musicisti solidi che possono offrire un rock ragionevolmente inventivo, con una trama attraente [loro] apparentemente non possono resistere al tentazione di ricreare gli strumentali esagerati e appariscenti e i testi pesantemente vuoti sintomatici di quei veterani del rock progressivo al loro peggio".
Robert Taylor di AllMusic ha premiato retrospettivamente l'album con due stelle su cinque, lodando l'ottima esecuzione della band e criticando l'esaurimento del loro stile musicale e una generale mancanza di direzione. Ha particolarmente criticato i testi "giovanili" e l'attenzione spostata verso la radio tradizionale.

## Tracce
1. On The Other Side (Livgren) - 6:23
2. People Of The South Wind (Lingren) - 3:40
3. Angels Have Fallen (Walsh)- 6:36
4. How My Soul Crise Out For You (Walsh) - 5:49
5. A Glimpse Of Home (Livgren) - 7:10
6. Away From You (Walsh) - 4:20
7. Stay Out Of Trouble (Walsh, Steinhardt, Williams) - 4:12
8. Reason To Be (Livgren) - 3:50

## Formazione
- Phil Ehart - batteria e percussioni
- Dave Hope - basso
- Kerry Livgren - chitarra e tastiere
- Robby Steinhardt - voce e violino
- Steve Walsh - voce e tastiere
- Rich Williams - chitarra